# تابستان پینگ پنگ
تابستان پینگ پنگ (به انگلیسی: Ping Pong Summer) فیلمی محصول سال ۲۰۱۴ و به کارگردانی مایکل تولی است. در این فیلم بازیگرانی همچون مارسلو کونته، مایلز میسی، امی شاکلی، جو مکگاتری، اندی ریدل، هلنا سیبروک، مدی هاوارد، لی تامپسون، جان هانا، جودا فریدلندر، ایمی سداریس و سوزان ساراندون ایفای نقش کرده‌اند.